# Rash Behari Bose
Rash Behari Bose (pronunciationⓘ; en bengalí: রাসবিহারী বসু Rashbihari Boshu; 25 de mayo de 1886 – 21 de enero de 1945) fue un nacionalista indio contrario al dominio británico de la India. Fue miembro del Partido Ghadar.
Con veintiséis años participó en el atentado fallido contra el virrey de la India en Delhi cuando éste hacia su entrada solemne en la capital a lomos de un elefante —la bomba de mano lanzada por Bose no dio en el blanco—. Consiguió escapar y se refugió en 1915 en Japón donde pasó el resto de su vida.
Como el también nacionalista indio Maulavi Barakatullah, colaboró con el escritor panasiático Shumei Okawa, que en 1946, un año después del final de la Segunda Guerra Mundial, sería acusado por el Tribunal de Crímenes de Guerra de Tokio como el principal ideólogo civil del expansionismo japonés.
A los pocos meses de haber llegado a Japón, formó parte junto con Okawa, del comité de bienvenida del héroe revolucionario indio Lala Lajpat Rai, quien ante sus anfitriones defendió la necesidad de luchar todos juntos por la liberación de Asia. A raíz de estas declaraciones, el gobierno británico presionó al japonés para que Bose fuera expulsado del país, pero gracias a Toyama Mitsuru, el panasianista japonés más influyente al que recurrieron Okawa y los nacionalistas indios exiliados, la medida no se llevó a cabo. Poco después Okawa escribiría un libro sobre el nacionalismo indio en el que reivindicaba el liderazgo de Japón en la «misión de unir y liderar a Asia».